# ジメタクリン
ジメタクリン(Dimetacrine)またはアクリプラミン(acripramine)は、ヨーロッパとかつての日本で、うつ病の治療に用いられていた三環系抗うつ薬である。イミプラミンと似た効果を持つが、イミプラミンに対する二重盲検法の臨床試験で、ジメタクリンの方が、効能が比較的弱く、体重減少と肝機能検査の異常数値が発生しやすくなる。薬理学についてはほとんど分かっていないが、他の三環系抗うつ薬と同様に作用すると推測されている。これが事実であれば、ジメタクリンを過量摂取すると心臓に対する深刻な毒性となる。

## 合成
GB 933875